# Quelé

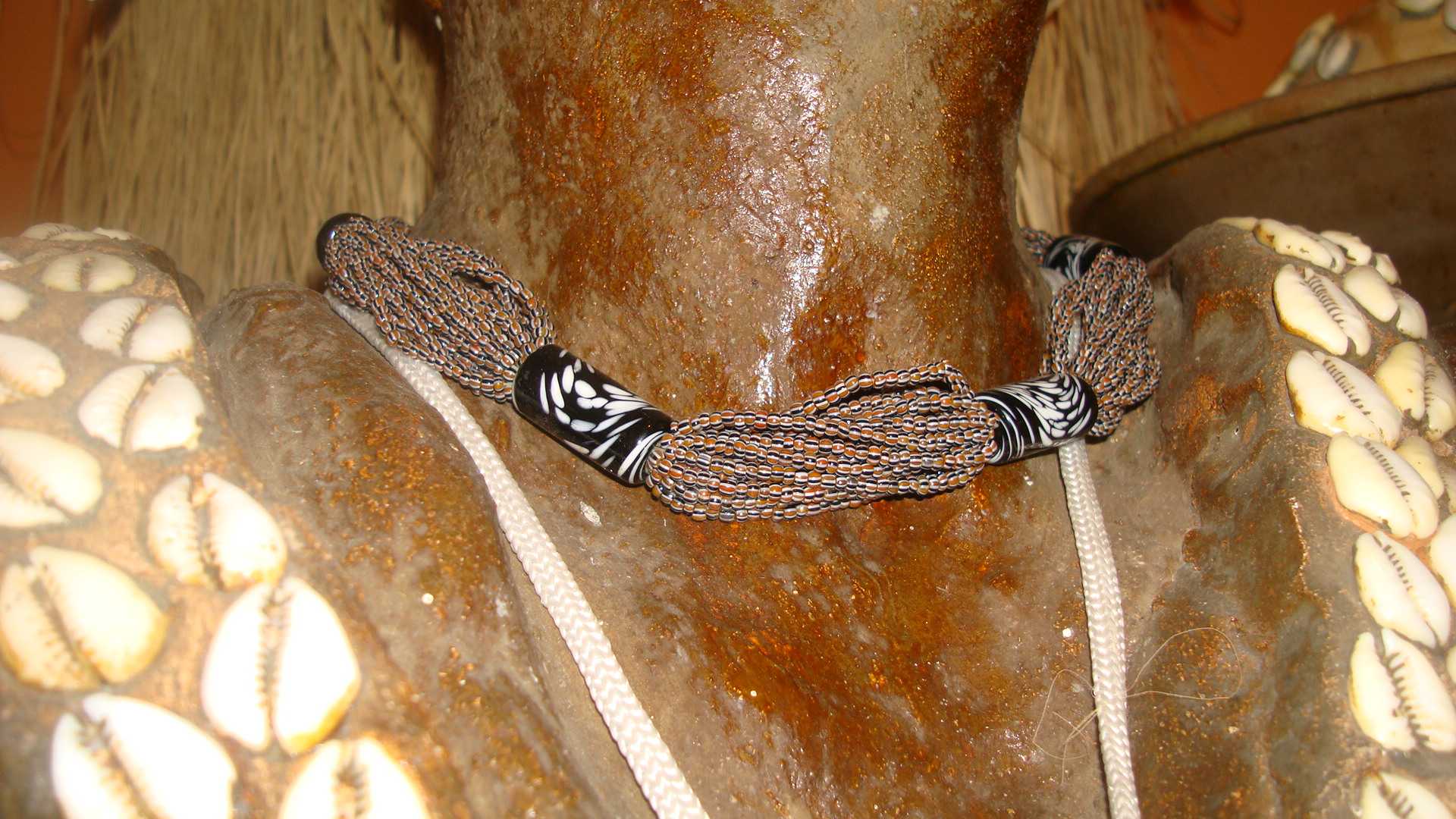
Quelé de Obaluaiê - candomblé

Quelé ou quelê (em iorubá: kele) é um objeto sagrado para os praticantes do candomblé. É um "colar" usado pelo iniciado na religião.
Confeccionado com "miçangas" fio de conta, intercalado com firmas de porcelana, pedras tipo ágata e cristal, terra cota, búzios, laguidibá, até mesmo sementes. Sua cor varia de acordo com o orixá de cada iniciado na feitura de santo.
O quelé é uma aliança que tem a finalidade de unir o sagrado com o iniciado, num simbolismo de casamento perfeito com o seu orixá, usando restritamente no pescoço, na iniciação, obrigação de três, sete, quatorze e vinte e um anos de feitura.  
Depois de um período que pode variar de 12, 14, 16, 21 e até mesmo três meses da obrigação ritualística, a joia do orixá como também é chamada, é  determinado pelo orixá, através do merindilogum a ser colocada no assentamento sagrado ibá orixá, podendo permanecer até a ultima obrigação do iniciado chamada de axexê, quando este objeto tão sagrado e místico é desfeito.